# Heliogomphus
Heliogomphus – rodzaj ważek z rodziny gadziogłówkowatych (Gomphidae).

## Podział systematyczny
Do rodzaju Heliogomphus należą następujące gatunki:
- Heliogomphus aluoiensis Karube, Phan & Ngo, 2020
- Heliogomphus bakeri Laidlaw, 1925
- Heliogomphus bidentatus Kompier & Karube, 2019
- Heliogomphus blandulus Lieftinck, 1929
- Heliogomphus borneensis Lieftinck, 1964 – gatunek wątpliwy
- Heliogomphus cervus Fraser, 1942
- Heliogomphus chaoi Karube, 2004
- Heliogomphus drescheri Lieftinck, 1929
- Heliogomphus gracilis (Krüger, 1899)
- Heliogomphus kalarensis Fraser, 1934
- Heliogomphus kelantanensis (Laidlaw, 1902)
- Heliogomphus lieftincki Fraser, 1942
- Heliogomphus lyratus Fraser, 1933
- Heliogomphus nietneri (Hagen in Selys, 1878)
- Heliogomphus olivaceus Lieftinck, 1961
- Heliogomphus promelas (Selys, 1873)
- Heliogomphus retroflexus (Ris, 1912) – incertae sedis
- Heliogomphus scorpio (Ris, 1912)
- Heliogomphus selysi Fraser, 1925
- Heliogomphus spirillus (Fraser, 1922)
- Heliogomphus walli Fraser, 1925